# Polyside-stol

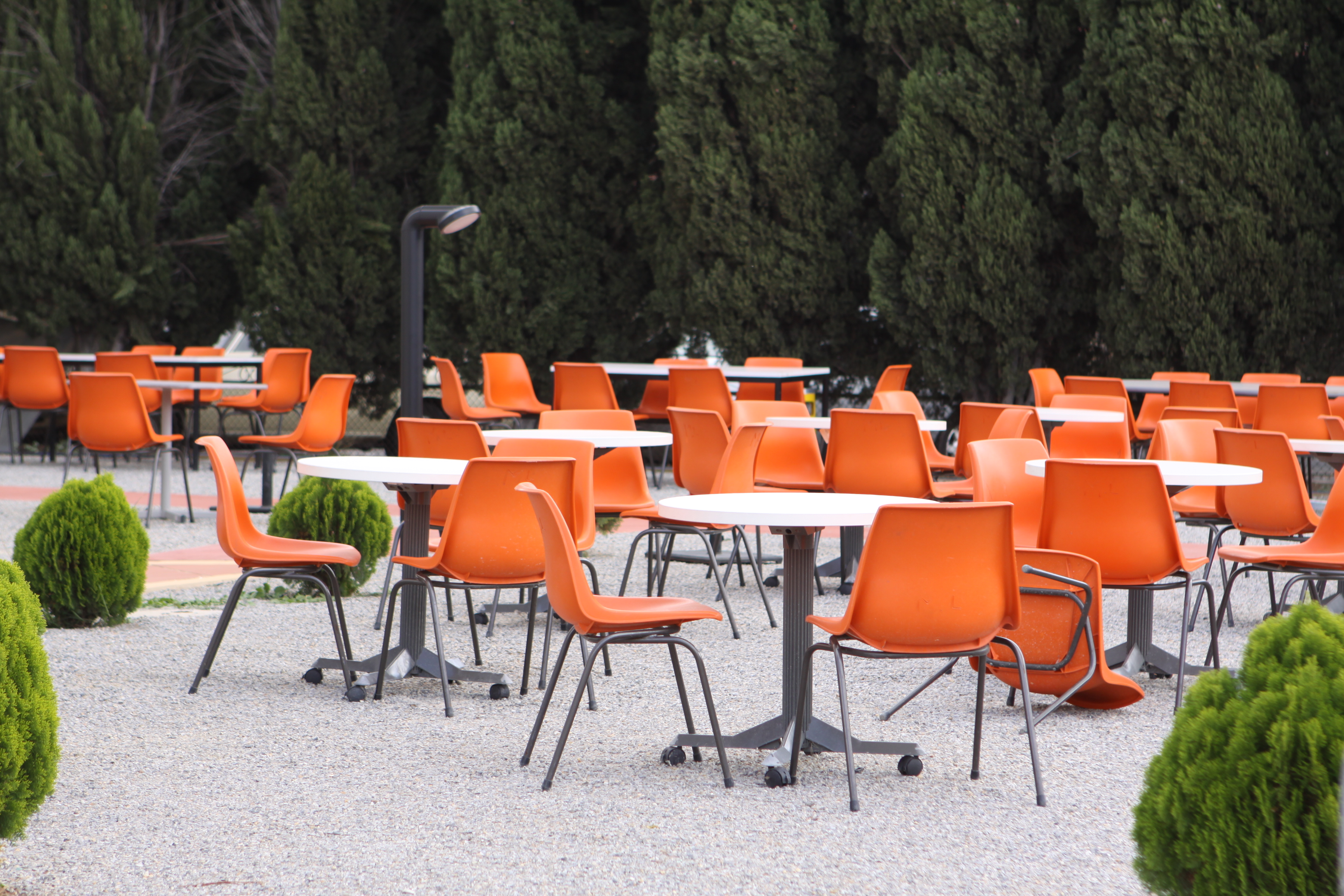
Polypropstolar på en uteservering i Australien

Polyside-stol (ibland polypropstol) är en stapelbar plaststol, formgiven av den brittiske designern Robin Day 1962–1963. Den är mycket vanlig i offentliga miljöer, och är en av världens mest sålda stolar, med över 14 miljoner exemplar sålda.

## Utveckling
Stolen togs fram av Robin Day på uppdrag för möbelföretaget Hille för att kunna massproduceras och vara billig att tillverka och sälja. Den skulle även vara lätt, hållbar, stapelbar samt motståndskraftig mot värme och slitage. Sitsen är i ett stycke formsprutad polypropen, ett material som uppfunnits endast tio år tidigare. Stolen hade ett underrede av böjda stålrör. Polyside-familjen utökades med åren med flera varianter där sitsen vadderades eller med underreden i andra former än de ursprungliga stålrören. 1967 kom Armchair-fåtöljen, 1971 kom Series E-stolarna för skolbruk samt 1975 Polo-stolen med hål i sits och ryggstöd, vilket gjorde den lämplig även i utomhusmiljöer.

## Försäljning
Hille förstod att stolen hade stor försäljningspotential och skickade ut 600 gratisexemplar till arkitekter, formgivare och journalister för att få så stort genomslag som möjligt. Stolen blev omåttligt populär och har sedan introduktionen 1964 sålts i miljontals exemplar (uppskattningar räknar mellan 14 och 40 miljoner). Idag licenstillverkas stolen i cirka 500 000 exemplar årligen.